# Cu capul în nori
Cu capul în nori (în franceză Allô la Terre, ici les Martin, în engleză Spaced Out) este un serial de animație produs de Alphanim, Tooncan Productions Inc. și Animation Enterprises Hong-Kong Ltd. pentru Cartoon Network Europe, France 3 și Canal+. Este similar cu Familia Jetson, prin aceea că protagoniștii sunt cei patru membri ai unei familii (la un moment dat, Cartoon Network a elaborat un promo pentru serial cu tema muzicală de început de la Familia Jetson sincronizat cu momente din Cu capul în nori). 26 de episoade au fost produse.
În România, serialul a avut premiera pe Cartoon Network pe 2 septembrie 2002.

## Premis
George Martin trăiește într-un cartier obișnuit cu familia sa și aplică pentru un post la compania aparent monopolă, Krach Industries. Chiar dacă ei nu vor să îl angajeze, aplicarea sa este accidental suflată de vânt la grămada de candidați aleși. Astfel George este angajat ca director a unei sub-dezvoltări sub formă de casă a unei stații spațiale (Operațiunea SOS), unde el și familia sa trebuie să locuiască pentru un experiment început de Krach. Când familia ajunge la stație, fac cunoștință cu alți oameni care fac parte din acest experiment de către Krach. Spre mirarea lor, vecina lor și profesoara care le-a predat copiilor pe pământ e și ea acolo. Mai târziu ei salvează un cosmonaut rus ce decide să trăiască cu ei. Și așa ei continuă să trăiască în această stație spațială, având dispute personale ocazionale, întâlnind extratereștri și fiind monopolizați de 

## Episoade
| N/o       | Titlu român (neoficial)     | Titlu englez                  |
| --------- | --------------------------- | ----------------------------- |
|           |                             |                               |
| SEZONUL 1 |                             |                               |
|           |                             |                               |
| 01        | Toată lumea la bord         | All Aboard!                   |
|           |                             |                               |
| 02        | Moartea unui extracterestru | Death Of an Alien!            |
|           |                             |                               |
| 03        | Invazia                     | Invasion                      |
|           |                             |                               |
| 04        | Eroul nostru, Boris         | Boris Our Hero                |
|           |                             |                               |
| 05        | Magnificul George           | George The Magnificent        |
|           |                             |                               |
| 06        | Vreau acasă                 | I Wanna Go Home               |
|           |                             |                               |
| 07        | George investighează        | George Investigates           |
|           |                             |                               |
| 08        | Monica la cârmă             | Monica at The Helm            |
|           |                             |                               |
| 09        | Familia Robinson            | The Robinsons                 |
|           |                             |                               |
| 10        | Supă cosmică                | Cosmic Soup                   |
|           |                             |                               |
| 11        | O întrebare a timpului      | A Question Of Time            |
|           |                             |                               |
| 12        | Chestia                     | The Thing                     |
|           |                             |                               |
| 13        |                             | The Unteachables              |
|           |                             |                               |
| 14        |                             | All About Gran                |
|           |                             |                               |
| 15        | Nebunie de sărbători        | Holiday Madness               |
|           |                             |                               |
| 16        | Porci în spațiu             | Pigs In Space                 |
|           |                             |                               |
| 17        | '                           | Desperately Seeking Schuman   |
|           |                             |                               |
| 18        | '                           | Blackout – The 13th Passenger |
|           |                             |                               |
| 19        | Dușman public nr. 1         | Public Enemy No. 1            |
|           |                             |                               |
| 20        | '                           | The Man In The Plexiglas Mask |
|           |                             |                               |
| 21        | '                           | Charge                        |
|           |                             |                               |
| 22        | Gaura neagră                | Black Hole                    |
|           |                             |                               |
| 23        |                             | Downsized                     |
|           |                             |                               |
| 24        | Mașina de învățat           | The Learning Machine          |
|           |                             |                               |
| 25        | Preluare ostilă             | Hostile Takeover              |
|           |                             |                               |
| 26        | Incubație                   | Incubation                    |
|           |                             |                               |